# Línea eléctrica subterránea

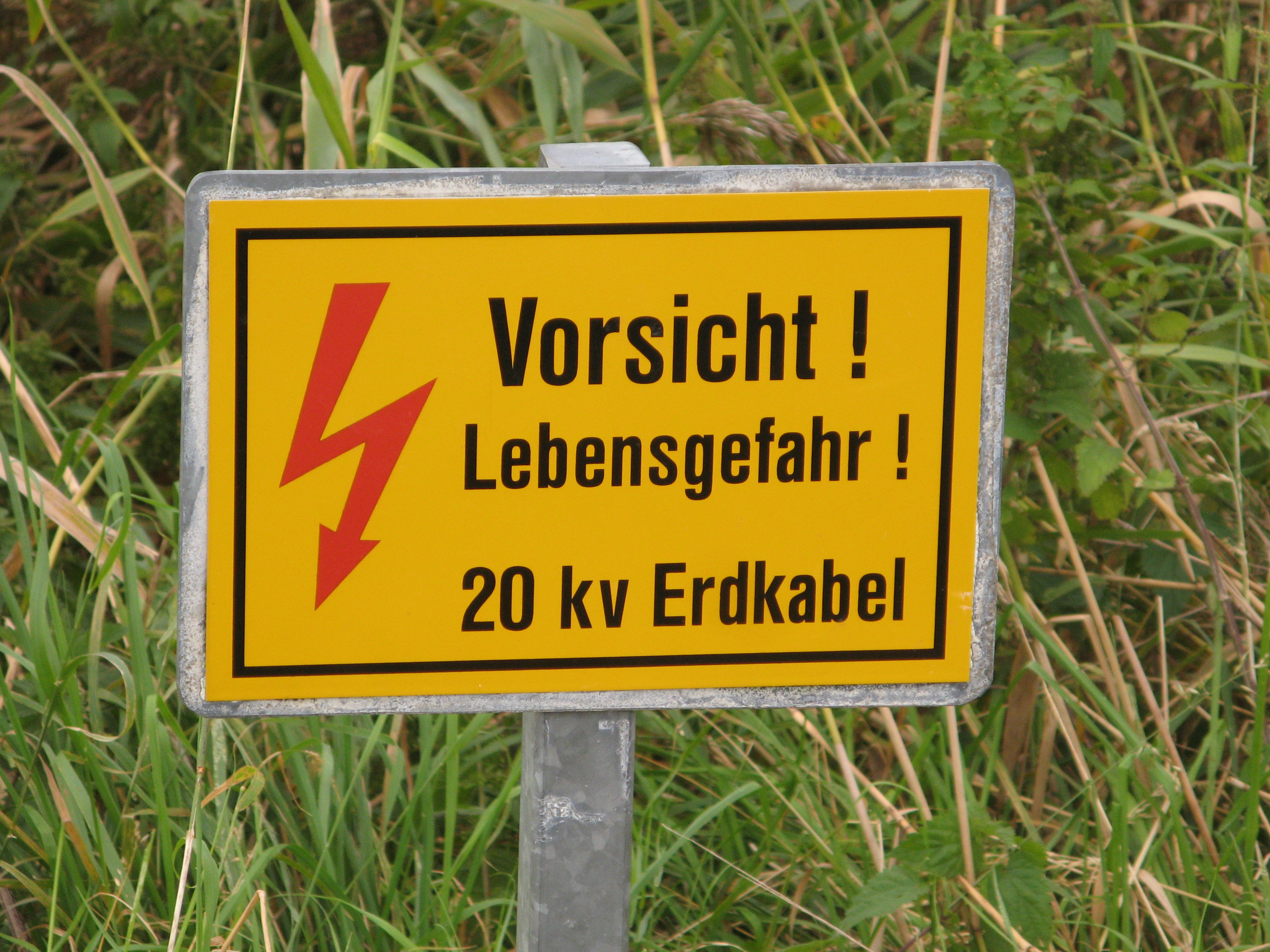
Señal de seguridad para indicar un cable subterráneo de 20 kV

Una línea eléctrica subterránea es una infraestructura para la transmisión de energía eléctrica o de telecomunicaciones, con cables subterráneos. Esto se realiza típicamente por propósitos estéticos, normalmente en el entorno urbano, pero también puede tener el propósito adicional de hacer las líneas de energía menos susceptibles a las interrupciones durante las tormentas de vientos fuertes o tormentas de nieve o hielo. Soterrar una línea puede aumentar los costes iniciales de transmisión de energía eléctrica y de distribución, pero puede disminuir los costes operativos durante la vida útil de la infraestructura.

## Historia
El soterramiento de cable telegráfico ya fue considerado en el norte de Alemania en 1870.